# Габараев, Илья Гаврилович
Илья́ Гаври́лович Габара́ев (1 сентября 1926, с. Сахизар, ЗСФСР, СССР — 1 марта 1993, Владикавказ, Российская Федерация) — советский композитор, музыкально-общественный деятель и педагог. Первый секретарь Союза композиторов Северо-Осетинской АССР в 1987—1991 гг.
Заслуженный деятель искусств РСФСР (1976). Член Союза композиторов СССР с 1954 года.
Один из крупнейших осетинских композиторов. Автор 13 симфоний, 5 опер, многочисленных произведений камерной и вокальной музыки, музыки к спектаклям и кинофильмам.

## Биография
Родился 1 сентября 1926 года в с. Сахизар Южной Осетии.
В детстве учился музыке у Б. А. Галаева, рисованию у М. Туганова. В 1939—1943 солист в оркестре Юго-Осетинского ансамбля песни и пляски. В 1943—1945 руководил самодеятельными музыкальными коллективами в Юго-Осетинской АССР.
В 1949 окончил теоретико-композиторское отделение музыкального училища при Ленинградской консерватории, где учился у Г. И. Уствольской. В 1954 году окончил Ленинградскую консерваторию по классу композиции профессора X. С. Кушнарева. В 1987—1991 — председатель правления Союза композиторов СОАССР. В эти же годы занимался композицией с начинающими композиторами. Выступал с критическими статьями по современной музыкальной композиции. Член Союза композиторов СССР с 1954 года.

## Некоторые сочинения
оперы:
- «Азау» в 3-х действиях, либретто И. Габараева по повести С. Гадиева «Азау» (1968)
- «Оллана» в 3-х действиях, либретто И. Габараева по повести В. Икскуля
- «Святой Илья горы Тбау» (1972)
- «Бонваернон» («Керменисты») в 2-х действиях, либретто И. Габараева (1982);
- «Свирель пастуха» в 3-х действиях, либретто С. Сидакова (1964-65);

вокально-симфонические
- Кантата «Мы за мир», для солиста, хора, оркестра на стихи Н. Джусоева (1951)
- Поэма «Человеку» для солиста, хора и оркестра на стихи Ш. Муасса (1961)
- Радиопоэма «Твоих оград узор чугунный» для чтецов, солистов и камерного оркестра на стихи Н. Басаниной (1963)
- Цикл «Моя Родина» для солистов, хора и оркестра на стихи Н. Джусоева, X. Калоева, А. Токаева, С. Капутикян, П. Верлена, Г. Мистраль (1985-89);

для оркестра:
- Симфония № 1 в 4-х частях (1960)
- Симфония № 2 в 3-х частях по мотивам трагедии Еврипида «Медея» (1986)
- Симфония № 3 «Испания в огне» в 4-х частях на стихи Гарсиа Лорки для солистов, хора и оркестра (1976)
- Симфония № 4
- Симфония № 5
- Симфония № 6
- Симфония № 7
- Симфония № 8
- Симфония № 9
- Симфония № 10
- Симфония № 11
- Симфония «Нарт Батраз» (1949)
- Симфония «Поэма о труде» (1956)
- «Героическая увертюра» (1953)
- Молодёжная сюита (1958)
- Сюита «Сын Иристона» (1959)
- Фуга ре мажор.
- Три осетинские рапсодии

для фортепиано
- Цикл пьес для детей (1989)

вокально-хоровые
- «Песни борьбы» для голоса и фортепиано на стихи поэтов Азии (1957)
- цикл «Незабываемое» на стихи узника концлагеря Заксенхаузен для голоса и фортепиано (1961)
- цикл «Нежность» для меццо-сопрано и фортепиано на стихи финских поэтов (1962)
- цикл песен на стихи Р. Гамзатова для голоса и фортепиано (1963)
- «Семь детских песен» для голоса и фортепиано на стихи М. Карема (1963)
- Романсы: «Джук-тур» на стихи К. Хетагурова
- «Горы спят» на стихи Н. Басаниной
- «Сын» на стихи Д. Рида
- песни: «Фаецжуын дагм» на стихи И. Тохова
- «О, нана» на стихи Г. Цагараева
- обработки осетинских народных песен для мужского квартета (1954)
- поэма «А-ло-лай», для смешанного хора а сарреllа (слова народные, 1985)
- «Песнь моя, Иристон» на стихи А. Налбандяна для смешанного хора и фортепиано.

Музыка к спектаклям (некоторые):
- «В один осенний вечер» (1963),
- «Медея» (1965),
- «Черная девушка» (1966),
- «Любимая песня» (1967),
- «Горящее сердце» (1967),
- «Сармат и его сыновья» (1967),
- «Змея и скрипка» (1967),
- «Орфей спускается в ад» (1968),
- «Кровавая свадьба» (1969),
- «Первый удар» (1969),
- «Амран» (1970),
- «Виндзорские проказницы» (1971),
- «Цветок и кинжал» (1973),
- «Сослан Царазон» (1975);

музыка к кинофильмам:
- «Пузырек с чернилами» (1959),
- «Сын Иристона» (1959),
- «Жизнь, ставшая легендой» (1969),
- «Чермен» (1979),
- «Мелодии гор»,
- «Владимир Тхапсаев».

## Статьи, публикации
- Будни и праздники хоровой капеллы. — «Социалистическая Осетия», 4 октября 1964;
- Воплощенная мечта. — «Социалистическая Осетия», 21 января 1968;
- Веселая премьера. — «Социалистическая Осетия», 11 июня 1969;
- На службе у искусства (совместно с П. Адцеевым). — «Социалистическая Осетия», 4 декабря 1969;
- Радость творчества. — «Социалистическая Осетия», 6 сентября 1970;
- Щедрый талант. — «Социалистическая Осетия», 13 мая 1989;
- Арфаейаг фарсагыл. — «Растдзинад (Правда)», 20 декабря 1989.